# Bệnh mê sách

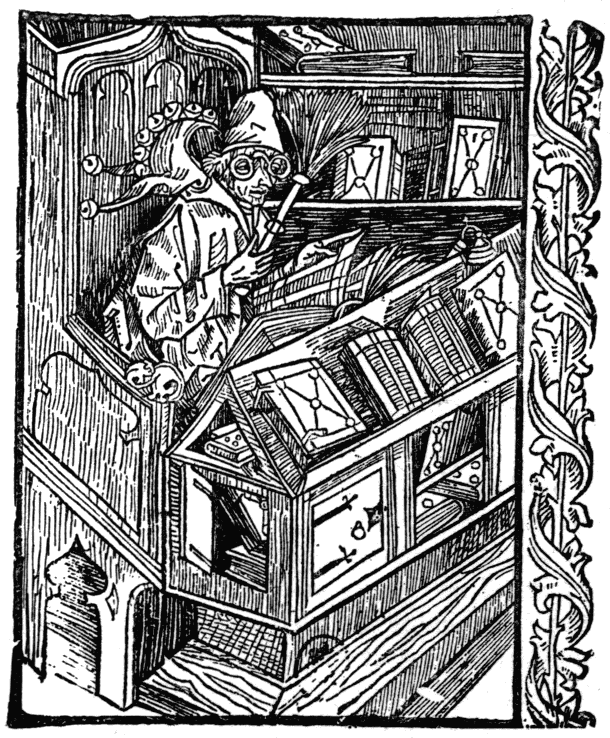
Tranh minh họa về một con mọt sách

Bệnh mê sách (Bibliomania) là một triệu chứng rối loạn ám ảnh cưỡng chế (OCD) liên quan đến sưu tầm sách hoặc thậm chí ám ảnh tích trữ sách tới nỗi hủy hoại sức khỏe bản thân và quan hệ xã hội. Bệnh mê sách không nên nhầm lẫn với yêu thích sách (bibliophilia), là tình yêu sách lành mạnh về mặt tâm lý, không được coi là rối loạn tâm lý lâm sàng.

## Mô tả
Bệnh mê sách là một trong những hành vi bất thường liên quan đến sách, đặc trưng bởi việc sưu tập những cuốn sách không giúp ích cho người mua cũng như chẳng đem lại bất cứ ý nghĩa nào cho nền tri thức và văn hóa (khác hoàn toàn với nhà sưu tập sách chân chính). Việc mua nhiều bản sao của cùng một tựa sách, tích lũy sách vượt quá khả năng sử dụng hoặc khả năng thưởng thức của người sở hữu là những triệu chứng thường gặp của bệnh mê sách. Bệnh mê sách không phải là rối loạn tâm lý được Hiệp hội Tâm thần học Hoa Kỳ công nhận trong DSM-IV. Bác sĩ tại Bệnh viện Hoàng gia Manchester, ông John Ferriar (1761–1815), là người đề xuất thuật ngữ Bibliomania. Năm 1809, trong một bài thơ mà ông dành tặng cho người bạn mắc bệnh mê sách Richard Heber (1773–1833), Ferriar sáng tạo ra thuật ngữ này. Vào đầu thế kỷ XIX, "bibliomania" được sử dụng trong diễn ngôn phổ biến (chẳng hạn như trong bài tiểu luận và bài thơ) để mô tả những người sưu tập sách bị ám ảnh cưỡng chế. Holbrook Jackson sau này cho xuất bản cuốn sách The Anatomy of Bibliomania (Tạm dịch: Giải phẫu Bệnh mê sách) 

## Các bệnh nhân
- Stephen Blumberg, người bị kết tội ăn cắp số sách trị giá 5,3 triệu đô la.
- Sir Thomas Phillipps[6] (1792–1872) bị mắc chứng rối loạn ám ảnh cưỡng chế liên quan đến sách rất nghiêm trọng. Khi ông qua đời, người ta tìm thấy bộ sưu tập sách chứa hơn 160.000 cuốn sách và bản thảo và họ tiếp tục duy trì bán đấu giá sách trong hơn 100 năm sau khi ông từ giã trần thế.
- Rev. W.F. Whitcher[7] là một mục sư Phong trào Giám lý thế kỷ XIX. Ông đánh cắp và phục hồi những cuốn sách quý hiếm và khẳng định rằng những quyển sách này là "mặt hàng quý hiếm tìm được" từ những người bán sách địa phương.

## Trong tiểu thuyết
- Nhân vật chính Peter Kien trong tiểu thuyết Auto-da-Fé của Elias Canetti. Kien bị ám ảnh thư viện cá nhân của mình, khiến hôn nhân, hạnh phúc và cuối cùng là chính thư viện của anh ta bị sụp đổ.
- Nhân vật chính Yomiko Readman trong tiểu thuyết Read or Die (tạm dịch: Đọc hay Chết).
- Nhân vật Don Vincente, một tu sĩ người Tây Ban Nha bị nghi ngờ ăn cắp sách từ tu viện của mình, và sau đó ra tay sát hại 9 người để ăn cắp sách của họ.